# Ferdinand Kolednik
Ferdinand Kolednik, slovenski rimskokatoliški duhovnik, poliglot in prevajalec, * 24. maj 1907, Maribor, † 1. september 1981, Podgorje, Koroška.
Njegov oče je bil železniški uradnik. Šolal se je pri salezijancih na Rakovniku in v Veržeju ter pri trapistih v Rajhenburgu. Pri trapistih, ki so prišli iz Francije, se je naučil francoščine. Študij bogoslovja je končal v Zagrebu in bil 1932 posvečen v duhovnika. Kot duhovnik je nekaj časa deloval v šibeniški in zadrski škofiji. Leta 1935 je v Franciji postal voditelj jugoslovanske misije za izseljence. Na Sorbonni je vpisal študij filozofije. Doktoriral je v Montpellierju. Leta 1940 se je vrnil v Dalmacijo. Deloval je na otoku Žirje. Po kapitulaciji Italije je leta 1943 otok Žirje zasedla nemška vojska. Zaradi odpora partizanov in lokalnega prebivalstva so Nemci zbrali 630 otočanov, ki so jih nameravali postreliti. V zadnjem trenutku jih je s posredovanjem rešil Kolednik in pri tem tvegal lastno življenje. Nemci so otočane izpustili, Kolednika pa so odpeljali v Šibenik in nato v Nemčijo. Februarja 1945 so ga nacisti zaprli in obsodili na smrt, vendar se je pred izvršitvijo obsodbe končala vojna. V zaporu so mu trajno poškodovali kolena.
Takoj po 2. svetovni vojni je kot duhovnik deloval med Slovenci v begunskih taboriščih na avstrijskem Koroškem, nato pa v Kanadi (kjer je dobil kanadsko državljanstvo) in med Indijanci v Ekvadorju. Zaradi zdravstvenih težav se je leta 1955 preselil na avstrijsko Koroško, kjer je v Podgorjah (nemško Maria Elend) postavil Jurčičev dom, pozneje poimenovan Domus Christi. Ta dom je zgradil s prizidki k manjši hiši in ga je želel nameniti upokojenim duhovnikom, beguncem iz komunistične Jugoslavije. Po njegovi smrti je celovška škofija tu uredila Dom sv. Klare, ki so ga do leta 2004 vodile slovenske šolske sestre.
Kolednik je tekoče obvladal enajst jezikov. V francoščino je prevajal zlasti Jurčiča in Finžgarja. S Finžgarjem sta bila polnih trideset let (1932-1962) v pisnih stikih. Njuna korespondenca je izšla pri Mohorjevi družbi v Celovcu. Skupaj s sestro Kati Kolednik-Zupančič je prevajal v nemščino. Povest Jurij Kozjak je prevedel v 9 jezikov in oskrbel mnoge ponatise, po njegovih besedilih pa so izšli prevodi še v okoli 40 drugih jezikih. Za prevod te povesti v 50 jezikov se je odločil v zahvalo za rešitev pred usmrtitvijo zaradi ilegalnega prehoda čez mejo po koncu vojne. Vojak, ki bi ga moral ubiti, je v njem prepoznal slavnega prevajalca povesti Jurij Kozjak in ga pustil pri življenju. 
Nekatere Kolednikove knjige so bile po drugi svetovni vojni do osamosvojitve v Sloveniji prepovedane. Narodna in univerzitetna knjižnica jih je hranila v skrivnem fondu D. Med njimi je življenjepis slovenskega mučenca Alojzija Grozdeta, ki ga je prevedel trapist p. Herman Vodenik, Kolednik pa v francoščini prvič izdal leta 1955 v Kanadi in drugič leta 1957 v Franciji pod psevdonimom Jean de la Croix Hermagoras (priimek psevdonima spominja na Mohorjevo družbo, katere urednik je bil Kolednikov prijatelj Finžgar).
Za prevod Jurija Kozjaka je leta 1938 dobil medaljo Francoske akademije. Ta prevod je bil osnova za prevajanje povesti v druge jezike. Za Terčeljevo povest Vozniki pa mu je Francoska akademija leta 1955 podelila nagrado Prix Langlois. Leta 1967 je postal častni član Društva slovenskih književnih prevajalcev.
Tudi Ferdinandov mlajši brat Janez Kolednik (1911-1970) je bil duhovnik, član reda trapistov, ki je po razpustitvi samostana v Rajhenburgu deloval v mariborski škofiji.
Kolednika so pokopali v cistercijanskem samostanu Rein pri Gradcu. Svoje rokopise je zapustil stiškemu samostanu.